# Kanye West
Kanye Omari West cunoscut și ca "Ye" (/[unsupported input]jeɪ/; n. 8 iunie 1977, Atlanta, Georgia, SUA) este un rapper, cântăreț, compozitor, producător muzical, creator de modă și antreprenor american. Crescut în Chicago, West a devenit cunoscut ca producător la Roc-A-Fella Records la începutul anilor 2000. A compus mai multe șlagăre pentru artiști ca: Jay Z și Alicia Keys. Intenționând să urmeze o carieră solo ca rapper, West a lansat albumul de debut The College Dropout în 2004, având succes critic și comercial pe scară largă. El a căutat să folosească o varietate de stiluri diferite în albumele ulterioare, inclusiv Late Registration (2005), Graduation (2007) și 808s & Heartbreak (2008). În 2010, el a lansat al cincilea album aclamatul My Beautiful Dark Twisted Fantasy, iar anul următor a colaborat cu Jay Z pe LP-ul comun Watch the Throne (2011). West a lansat al șaselea album al său, Yeezus, având un alt succes critic în 2013. Al șaptelea album, The Life of Pablo, a fost lansat în 2016.
Opiniile sincere ale lui West și viața lui în afara muzicii s-au bucurat de o atenție semnificativă. El a fost o sursă frecventă de controverse pentru comportamentul său la acordarea de premii, pe rețelele de socializare, precum și în alte locuri publice. Comentariile sale mai mediatizate includ acuzarea președintelui american George W. Bush, în timpul unei emisiuni de televiziune, în direct, în 2005 pentru lipsa de implicare în ajutorarea victimelor Uraganulului Katrina și întreruperea cântăreței Taylor Swift la MTV Video Music Awards 2009. Eforturile lui West, ca designer de modă includ colaborări cu Nike, Louis Vuitton, și A.P.C. atât pe partea de îmbrăcăminte cât și pe cea de încălțăminte, dar cel mai de succes proiect al său este YEEZY, care a rezultat din colaborarea începută în 2013 cu Adidas. El este fondatorul și șeful companiei de conținut creativ DONDA. Căsătoria lui din 2014 cu personalitatea de televiziune Kim Kardashian a fost, de asemenea, acoperită de mass-media pe scară largă.
West este printre cei mai apreciați muzicieni ai secolului XXI , și este unul dintre cei mai bine vanduți artiști din toate timpurile, după ce a vândut mai mult de 32 de milioane de albume și 100 de milioane de descărcări digitale în întreaga lume. El a câștigat un total de 21 de premii Grammy, făcându-l unul dintre cei mai premiați artiști din toate timpurile și cel mai premiat artist la Premiile Grammy, care a debutat în secolul XXI.  Trei dintre albumele sale au fost incluse și clasate pe lista actualizată din 2012 "500 Greatest Albums of All Time" a Rolling Stone. De asemenea a fost inclus pe anumite liste făcute anual de Forbes.  Revista Time l-a numit unul dintre cei 100 de cei mai influenți oameni din lume, în 2005 și 2015.

## Biografie
Ye s-a născut pe 8 iunie 1977 în Atlanta, Georgia unde a locuit cu ambii părinți. Când avea trei ani părinții săi au divorțat și Ye s-a mutat cu mama sa în Chicago, Illinois. Tatăl său, Ray West făcuse parte în tinerețe din gruparea Black Panther și fusese printre primii fotojurnaliști de culoare de la The Atlanta Journal-Constitution. Mama lui Ye, Dr. Donda C. (Williams) West, a fost profesoară de engleză la Clark Atlanta University și președinte al English Department de la Chicago State University. Ye, deși a făcut parte din clasa de mijloc, a avut parte de condiții deosebite de educație, el terminând Polaris High School în Oak Lawn, Illinois. 
După ce a început cursurile la The American Academy of Art, o școală de artă din Chicago, Ye s-a înscris la Columbia College Chicago, dar a renunțat la școală pentru a lucra la cariera sa muzicală. În timp ce mergea la școală, Ye producea melodii pentru artiști locali, iar mai târziu a devenit faimos după ce a compus hit-uri după hit-uri pentru artiști hip hop și R&B de primă mână (printre ei, Jay-Z, Common, Mobb Deep, Jermaine Dupri, The Game, Alicia Keys, Janet Jackson, Eminem și John Legend)
Stilul lui West utilizează de multe ori sample-uri vocale înalte (de obicei din melodii soul), acompaniate de propriile instrumente. Prima melodie produsă de Ye conținând sample-uri vocale este „This Can’t Be Life”, piesa de la „The Dynasty:Roc La Familia” (Jay-Z). Ye a recunoscut că RZA de la Wu Tang Clan i-a influențat stilul și că mult timp Ghostface și Ol’ Dirty Bastard (tot de la Wu Tang Clan) au fost artiștii lui favoriți.

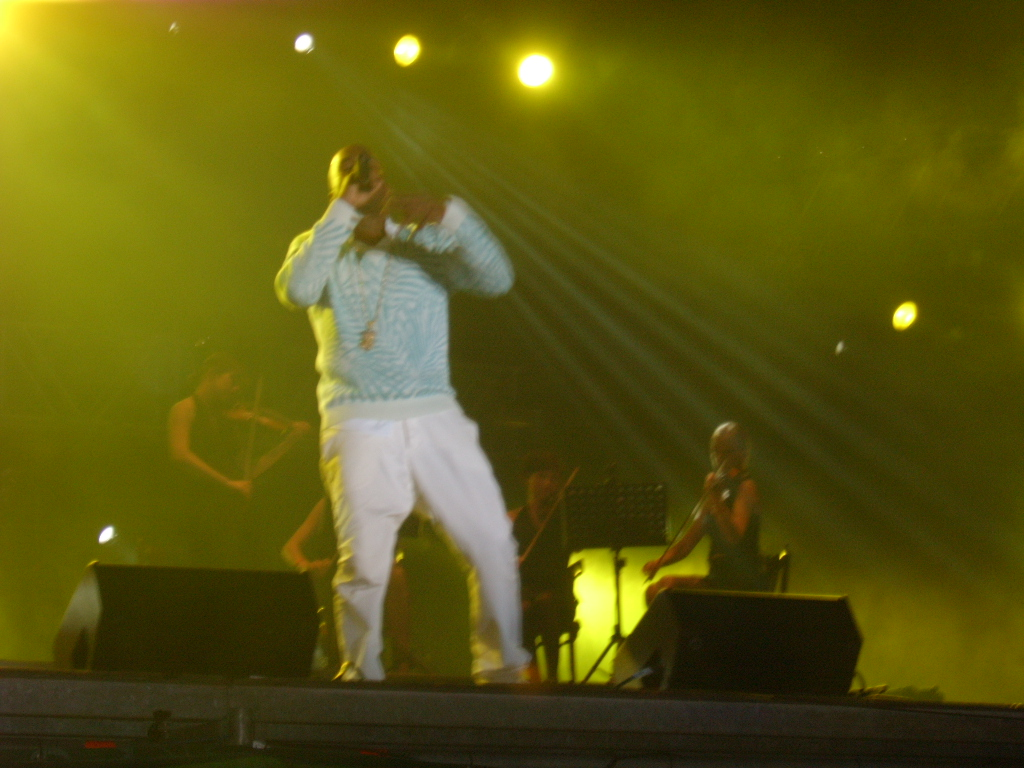
In concert

### 2001
Muzica lui Ye a fost inclusă în featuringuri agresive pe mult-lăudatul album Blueprint a lui Jay-Z, lansat pe 11 septembrie 2001. Munca sa a fost inclusă în piesa de rezistență „Izzo (H.O.V.A) și în „diss-ul” împotriva lui Nas și a celor de la Mobb Deep („Takeover”). În mod ironic, West a lucrat cu Nas și Mobb Deep după lansarea piesei respective. Cu toate acestea Ye a devenit în scurt timp un nume important când venea vorba de producători însă nu reușea să semneze un contract pentru a-și lansa un album propriu. Jay-Z a recunoscut că Roc-A-Fella nu a fost la început dispusă să îl sprijine pe Ye ca rapper, considerând că el era în principal un producător. Multe companii l-au refuzat deoarece el nu era imaginea „tipică” de artist hip-hop. Se consideră că Ye, neavând imaginea de „stradă-cartier”, nu putea aduce vânzări, nu putea cuceri piața.
Pe 23 octombrie 2002, Ye a fost implicat într-un accident de mașină după ce adormise la volan în timp ce se îndrepta spre casă. Accidentul l-a inspirat pentru primul său single, „Through the Wire”. Ye își declara deschis credința în Dumnezeu în multe din piesele sale, cea mai cunoscută și mai apreciată fiind „Jesus Walks”, piesa care a fost folosită și în scopuri caritabile, cum a fost cazului concertului Live8. Aceste piese au fost incluse pe albumul de debut, The College Dropout, lansat de compania Roc-A-Fella în februarie 2004. O dată lansat, albumul a fost primit de aplauzele publicului, dar mai ales a criticilor de specialitate. Albumul a venit ca o definiție a stilului care l-a consacrat pe Ye, incluzând jocurile de cuvinte (flow-ul) și sampling-ul.

### 2005
Pe 30 august 2005, a lansat al doilea album, „Late Registration”. Criticile au fost în marea lor majoritate, favorabile. Primele două single-uri de pe album, „Diamonds from Sierra Leone” (conținând pasaje din „Diamonds are forever” a lui Shirley Bassey) și „Gold Digger” (featuring Jamie Foxx) au reușit să vândă peste 860 000 de copii ale albumului în prima săptămână și i-au adus lui West 8 nominalizări la Premiile Grammy, inclusiv la categoriile Albumul anului și Melodia anului pentru „Gold Digger”.
În septembrie 2005, West a anunțat că va lansa linia de vestimentație Pastelle Clothing în primăvara 2006. „Acum că am un Grammy la activ și „Late Registration” e gata, sunt pregătit să-mi lansez colecția de îmbrăcăminte”. Proiectul a rămas însă incert o bună perioadă de timp.

### 2006
În ianuarie 2006 West a produs controverse când a apărut pe coperta revistei Rolling Stone în postura lui Iisus purtând coroana de spini. Tot în acea lună, într-un interviu acordat revistei Playboy, a sugerat că, dacă s-ar scrie o Biblie contemporană, el ar fi inclus în paginile acesteia. „ Vorbesc despre subiecte istorice într-un mod care face copiii să devină interesați să le învețe. (Eu) Sunt cu siguranță în cărțile de istorie deja. „
În februarie, West a concertat live la ediția de 2006 a premiilor BRIT Awards la Londra, interpretând „Gold Digger” alături de sute de dansatoare profesioniste, îmbrăcate din cap până în picioare în auriu.
După ce au fost anunțate nominalizările la Grammy, Kanye West a declarat că ar fi o problemă pentru el dacă nu ar câștiga premiul pentru Albumul Anului motivând că munca depusă de el a fost imensă. Deși a câștigat mai multe premii Grammy, inclusiv pentru Cel mai bun album Rap, nu a câștigat însă și Albumul anului. Acest premiu a fost dat celor de la U2 pentru „How to Dismantle an Atomic Bomb”. Printr-o coincidență, în noiembrie 2006, West a deschis spectacolul celor de la U2 în timpul celui de-al cincilea concert din turneul Vertigo Tour din Australia și Noua Zeelandă.
Pe 5 august 2006, West a fost cap de afiș pentru a doua zi de la festivalul de muzică „Lollapalooza” din orașul copilăriei sale, Chicago. Mai târziu în august, revista People anunța că West și prietena lui Alexis s-au logodit în timp ce petreceau o vacanță de două săptămâni peste ocean.
În noimebrie 2006 când „Touch the Sky” a nu reușit să câștige Cel mai bun Video la MTV Europe Music Awards, West a urcat pe scenă în timp ce premiul era înmânat câștigătorilor Justice și Simian pentru „We Are Your Friends” și a spus contrariat că el ar fi trebuit să primească premiul. Ieșirea sa a fost criticată de mulți oameni din media drept urmare și West și-a cerut scuze în mod public pentru comportamentul său pe 7 noimebrie 2006 când era în turneu cu cei de la U2 în Brisbane, Australia.
În decembrie 2006 Robert „Evel” Knievel l-a dat în judecată pe Kanye pentru că imaginea mărcii sale de înregistrări a fost folosită de West în videoclipul său „Touch the Sky”. Knievel vorbește despre un videoclip cu multe implicații sexuale în care West „se ia” de „Evel Kanyevel” și încearcă să trimită o rachetă peste un canion”. Knievel de asemenea vorbește și despre imaginile „vulgare și care ofensează” din videoclip care atentează la reputația sa. În proces se cereau daune morale și oprirea difuzării videoclipului.
Tot în 2006 se zvonea o colaborare pentru viitorul album al lui Michael Jackson, programat pentru sfârșitul anului 2007.

### 2007
În 2007 s-a anunțat că West va juca într-un serial regizat de Larry Charles. West lucrase la episodul de început timp de 2 ani alături de Larry Charles și Rick Rubin. De asemenea pe 14 ianuarie a afirmat că nu ar face „clișee cum sunt reality-show-urile. Măcar apreciați-mă că sunt mai creativ de atât. Este o comedie de situație de jumătate de oră, fictivă și cu unele scene bazate pe viața mea.” West a colaborat cu grupul japonez hip hop Teriyaki Boyz pentru a produce single-ul „I Still Love H.E.R.”
În afară de acestea, în timpul unei apariții la radio la începutul anului, West ca mulți alții, a improvizat un freestyle pe „Throw Some D`s”. Versiunea lui West a devenit foarte populară din cauza diferențelor fără de versiunile anterioare. West a folosit cântecul pentru a se referi la cupa D de la sutiene. Din cauza succesului fulminant, West a continuat făcând un video pentru freestyle.
Kanye a mai colaborat într-o piesă nouă „Classic” (Better Than I`ve Ever Been”) și se credea inițial că este un single de pe viitorul album Graduation, deoarece vocea lui apare în piesă. Compania Nike a infirmat însă zvonurile explicând că melodia este pentru aniversarea Nike Air Force 1, iar piesa era destinată exclusiv pentru companie.
În 25 martie 2007, Kanye și tatăl său Ray West au susținut sărbătorirea Ziua Apei, organizând un raliu cu această ocazie.
Pe 7 iulie 2007 West a concertat alături de membrii trupei The Police în cadrul Live Earth, iar pe 17 august, Kanye West a fost gazda emisiunii The Friday night Project, ediția britanică. 
În iulie, West a schimbat data lansării albumului Graduation pentru 11 septembrie 2007 (față de 18 septembrie cum era preconizat), tot în această zi fiind anunțată și lansarea albumului lui 50 Cent, „Curtis” ceea ce duce cu gândul la o competiție în ceea ce privește numărul de vânzări etc. 50 Cent a afirmat că nu va mai lansa albume solo dacă albumul lui West îl va întrece ca vânzări pe al său. Cu toate acestea, 50 Cent a retras public aceste afirmații. 
“	When I heard that thing about the debate, I thought that was the stupidest thing. When my albums drops and 50's album drops, you're gonna get a lot of good music at the same time.[26]”
Kanye a evoluat la festivalul VFestival, încântând mulțimea de la Hyde Park, pe 18 august și de la Weston Park a doua zi, pe 19 august. Interpretând nu numai cel mai nou single, „Stronger”, dar și celelalte piese care l-au consacrat: „Diamonds from Siera Leone”, „Through the wire”, „All falls down” și „Jesus Walks”. De asemenea a dedicat și unele melodii artiștilor săi preferați, cântând „Rehab” a lui Amy Winehouse, „Bitter sweet symphony” a celor de la The Verve, dar și „The way I are” a lui Timbaland.
Pe 26 august, West a apărut la emisiunea HBO, Entourage unde a cântat în premieră single-ul „Good Life”.

## Viața personală

### Relații

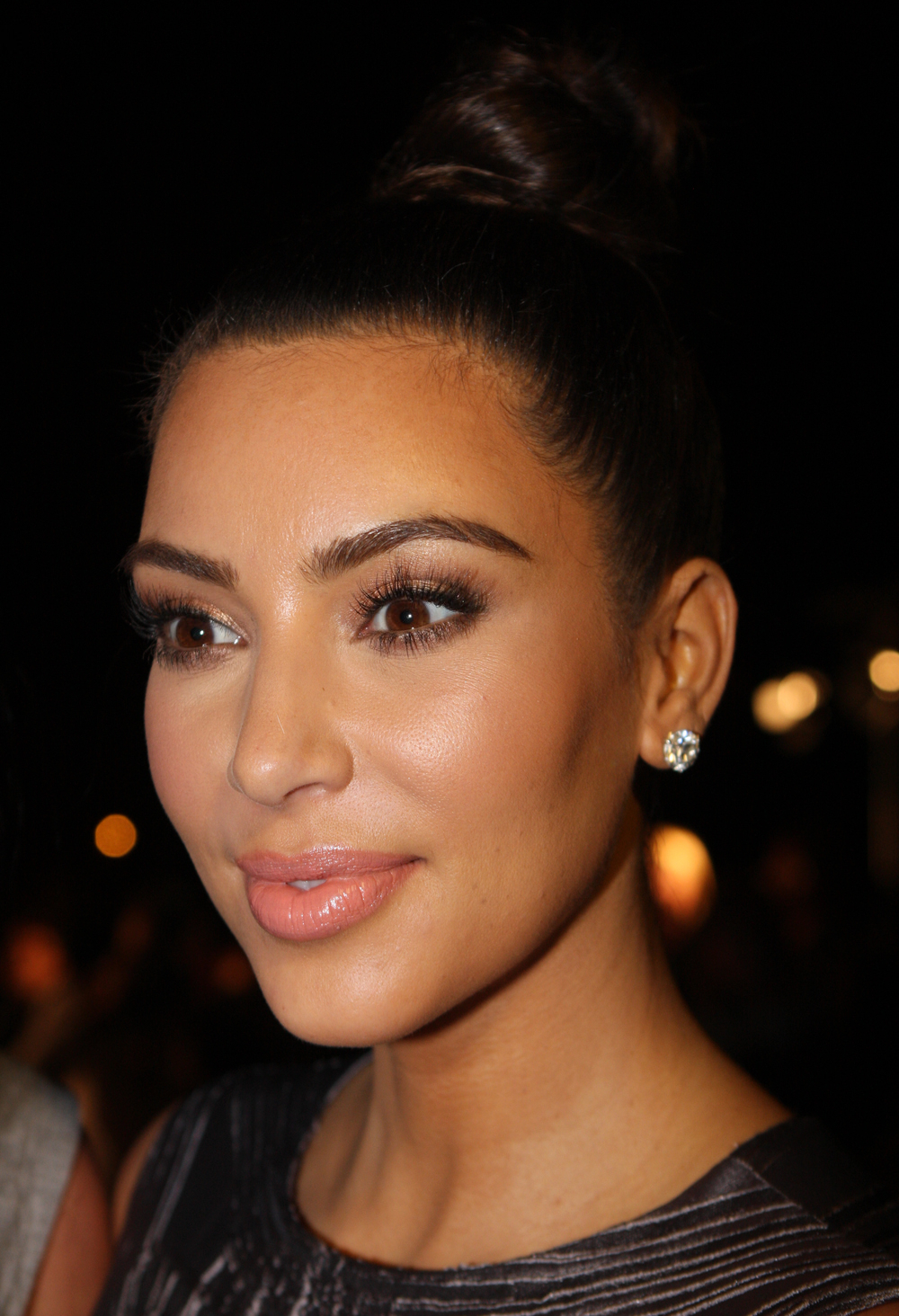
Soția lui Kanye West, Kim Kardashian, în 2012

Kanye West a început o relație cu designerul Alexis Phifer în 2002, cei doi logodindu-se în august 2006. Cuplul a pus capăt logodnei lor ce a durat 18 luni, în 2008. Apoi West a avut o relație cu fotomodelul Amber Rose, din 2008 până în vara anului 2010. A urmat o relație cu vedeta Kim Kardashian, începând cu aprilie 2012. West și Kardashian s-au logodit în octombrie 2013 și s-au căsătorit pe 24 mai 2014 la Fort di Belvedere, în Florența, Italia. Împreună, ei au doi copii: o fiică, North "Nori" West, născută pe 15 iunie 2013 și doi fii, Saint West, născut pe 5 decembrie 2015. și Chicago West născut pe 15 ianuarie 2018.

## Opiniile politice
Pe 2 iulie 2005, West a apărut la concertul Live8 și a folosit această ocazie pentru a se referi la bolile create de oameni și plasate în comunitățile africane, o referire la ipotezele OPV în ceea ce privește SIDA.
În piesa „Crack Music”, spune: How [did] we stop the Black Panthers?/Ronald Reagan cooked up an answer (în traducere: „Ce-am făcut să oprim panterele negre? Ronald Reagan a găsit un răspuns”), cu referire la faptul că administrația Reagan a plasat intenționat droguri în ghetourile americane. În al doilea vers, atacă și mai dur: Who gave Saddam anthrax?/George Bush got the answer, o referire la faptul că SUA a vândut arme biologice și chimice Irakului în anii ’80 și ’90.
Piesa „Roses” conține manifestul artistului împotriva nedreptății sistemului de tratament al bolnavilor de SIDA, amintind de bunica lui bolnavă de SIDA: If Magic Johnson got a cure for AIDS / And all the broke mothafuckas passed away / You telling me if my grandma was in the NBA / Right now she would be okay?, referire și la mult mediatizata luptă cu virusul lui Magic Johnson și vindecarea lui neașteptată. În „Heard 'Em Say”, Kanye mai face o altă afirmație: And I know the government administered AIDS, So I guess we just pray like the minister say.
Faptul că părerile lui sunt contrare lui Bush a fost demonstrat în 2006 când în timpul unui concert, interpretând melodia „All Falls Down”, West a înlocuit versul „the White man gets paid off of all of that” cu „George Bush gets paid off of all of that”.
Pe 22 august 2005, în emisiunea găzduită de MTV, „All eyes on Kanye West”, artistul vorbește despre homofobia din hip-hop, și se autodeclara împotriva acestei atitudini. Povestește despre momentul când a aflat că vărul său este gay și cum și-a dat seama că încă este vărul lui, că îl iubește și atunci a încetat să mai fie homofob. A continuat blamând nu numai pe cei din hip-hop, dar și întreaga societate americană despre care spune că discriminează această minoritate sexuală. A mai comparat cu lupta afro-americanilor pentru drepturi civile manifestele homosexualilor de azi.
Kanye West este una dintre cele mai importante figuri afro-americane conservatoare.
În anul 2022, Kanye West a făcut mai multe declarații antisemite, cum ar fi că rapperul Puff Daddy este controlat de evrei. Ulterior, acesta și-a exprimat admirația față de Adolf Hitler, și a negat Holocaustul. În consecință, mai multe companii mari, cum ar fi Balenciaga, Adidas, Foot Locker și Vogue și-au încheiat colaborările cu acesta.

## Controversa strângerii de fonduri după Uraganul Katrina
Pe 2 septembrie, în timpul unui concert pentru victimele uraganului Katrina, West a fost unul dintre cei care trebuiau să prezinte. Controversa a apărut atunci când West a deviat de la scenariul pregătit de organizatori. 
“I hate the way they portray us in the media. You see a black family, it [the media] says, 'they're looting'. You see a white family, it says, 'they're looking for food'. And, you know, it's been five days [waiting for federal help] because most of the people are black. And even for me to complain about it, I would be a hypocrite because I've tried to turn away from the TV, because it's too hard to watch. I've even been shopping before even giving a donation, so now I'm calling my business manager right now to see what's, what is the biggest amount I can give, and just to imagine if I was, if I was down there, and those are, those are my people down there. So anybody out there that wants to do anything that we can help — with the set up, the way America is set up to help, the poor, the black people, the less well-off, as slow as possible. I mean, this is, the Red Cross is doing everything they can. We already realize a lot of people that could help are at war right now, fighting another way — and they've given them permission to go down and shoot us!”
(În traducere, “Urăsc felul în care suntem portretizați în media. O familie de negri este prezentată ca fiind în căutare de “pradă”, în schimb dacă vezi o familie albă, spui că ei caută de mâncare. Și, știți, au trecut 5 zile de când așteptăm ajutor federal pentru că aici cei mai mulți oameni sunt negri. Pentru mine, să mă plâng ar însemna să fiu ipocrit deoarece am încercat să nu mă uit la televizor pentru că e prea greu să privesc. Am fost la cumpărături înainte să donez ceva și acum îmi sun managerul să-l întreb cât de mult pot da și imaginați-vă dacă aș fi acolo jos, căci acolo jos sunt oamenii mei. Așa că oricine vrea să facă ceva, iar noi putem ajuta, nu uitați că America este pregatită să ajute săracii, negrii, cât mai încet posibil. Crucea Roșie face tot ce poate și ne dăm seama că mulți oameni sunt la război acum și au primit permisiunea să vină să ne împuște!”)
	Mike Myers cu care West fusese desemnat să prezinte, a vorbit în continuare normal, după cum cerea scenariul însă cu un discomfort vizibil. Când a fost din nou rândul lui West să vorbească, replica lui a fost cea care a stârnit controversa: “George Bush doesn’t care about black people” (Lui George Bush nu-i pasă de negri!) deși camera a fost luată imediat de pe scenă și de pe Kanye West, mesajul lui însă a ajuns la întreaga populație a Statelor Unite.

## Premii Grammy
| Anul | Categorie                  | Cântec/Album                 |
| ---- | -------------------------- | ---------------------------- |
| 2005 | Cel mai bun album rap      | The College Dropout          |
| 2005 | Cea mai bună piesă rap     | "Jesus Walks"                |
| 2005 | Cea mai bună piesă R&B     | "You Don't Know My Name"     |
| 2006 | Cel mai bun album rap      | Late Registration            |
| 2006 | Cea mai bună piesă rap     | "Diamonds from Sierra Leone" |
| 2006 | Cea mai bună apariție solo | "Gold Digger"                |

## Discografie
Albume
- The College Dropout (2004)
- Late Registration (2005)
- Graduation (2007)
- 808s & Heartbreak (2008)
- My Beautiful Dark Twisted Fantasy (2010)
- Watch the Throne (with Jay-Z) (2011)
- Yeezus (2013)
- The Life of Pablo (2016)
- ye (2018)
- KIDS SEE GHOSTS (with Kid Cudi) (2018)
- Jesus Is King (2019)
- Donda (2021)
- Vultures 1 (cu Ty Dolla $ign) (2024)
- Vultures 2 (cu Ty Dolla $ign) (2024)

## Videografie
- The College Dropout Video Anthology (2004)
- Late Orchestration (2005)

## Filmografie

### Film
| An   | Titlu                             | Rol                      | Note                                                   |
| ---- | --------------------------------- | ------------------------ | ------------------------------------------------------ |
| 2005 | State Property 2                  | El însuși                | Cameo appearance                                       |
| 2008 | The Love Guru                     | El însuși                | Cameo                                                  |
| 2009 | We Were Once a Fairytale          | El însuși                | Film de scurtmetraj, regizat de Spike Jonze            |
| 2010 | Runaway                           | Griffin                  | Film de scurtmetraj, +regizor și scenarist             |
| 2012 | Cruel Summer                      | Ibrahim                  | Film de scurtmetraj, +regizor, producător și scenarist |
| 2013 | Anchorman 2: The Legend Continues | J.J. Jackson of MTV News |                                                        |

- The Night Before (2015)

### Televiziune
| An           | Titlu                           | Rol                | Note                   |
| ------------ | ------------------------------- | ------------------ | ---------------------- |
| 2007         | Entourage                       | El însuși          | Sezonul 4, Episodul 11 |
| 2010–2012    | The Cleveland Show              | Kenny West (voice) | 5 episoade             |
| 2012–prezent | Keeping Up with the Kardashians | El însuși          |                        |

## Lucrări
- Raising Kanye: Life Lessons from the Mother of a Hip-Hop Superstar (2007)
- Thank You and You're Welcome (2009)
- Through the Wire: Lyrics & Illuminations (2009)
- Glow in the Dark (2009)